# Focusrite
Focusrite PLC és un grup de productes de música i àudio en anglès amb seu a High Wycombe, Anglaterra (amb la seva història en Focusrite Audio Engineering Ltd.). El Grup Focus opera sota vuit marques: Focusrite, Focusrite Pro, Martin Audio, ADAM Audio, Novation, Ampify Music, Optimaç Audio i Sequentiall. Focus dissenya i comercialitza interfícies d'àudio, preàmbuls de micròfon, consoles, equalitzadors analògics i maquinari i programari de processament d'àudio digital per a estudis professionals i en la llar.
Focus ha estat el destinatari de quatre Premis de la Reina per a l'Empresa, dues per al Comerç Internacional i dos per a la Tecnologia.

## Història
Fundada el 1985 per Rupert Neve, els primers contractes de Focusrite van incloure un encàrrec de George Martin per construir extensions a les consoles Neve personalitzades d'AIR Studios, inicialment la consola d'enregistrament vintage als estudis del Carib AIR Montserrat – específicament un preamplificador de micròfon i equalitzador.
L'empresari i cofundador de Soundcraft Electronics Ltd, Phil Dudderidge va comprar els actius de l'empresa l'abril de 1989, establint Focusrite Àudio Engineering Ltd amb alguns nous dissenys. La companyia també va dissenyar una nova consola, la Focusrite Studio Console, treta el 1990.
L'agost de 2004, Focus va adquirir el fabricant d'instruments electrònics Novation, que es va convertir en una filial anomenada Novation Digital Música Systems Ltd.
El 12 de desembre de 2014, Focus es va traslladar al mercat AIM com Focus plc.
El juliol de 2019, Focus va adquirir el fabricant d'altaveus ADAM Audio, i el desembre de 2019 va adquirir Martin Audio que fabrica sistemes d'altaveus pel reforç de so.
L'abril de 2021, Focus va adquirir Sequencial, un dissenyador de sintetitzadors analògics.

## Galeria

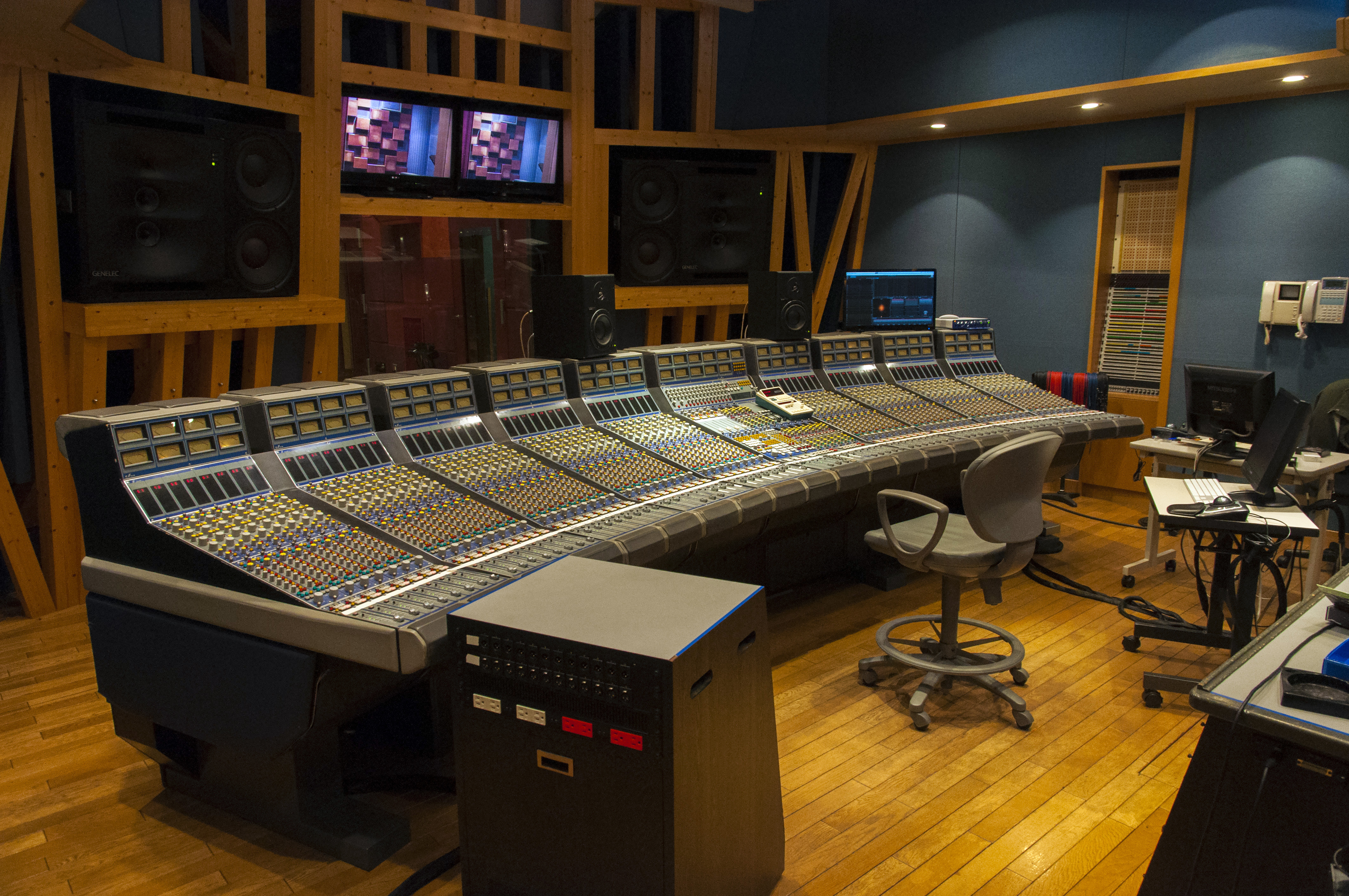
Focus srite Console 72in 48out amb GML Fader Automation @ CRESCENTE STUDIO, Setagaya Tòquio Japó
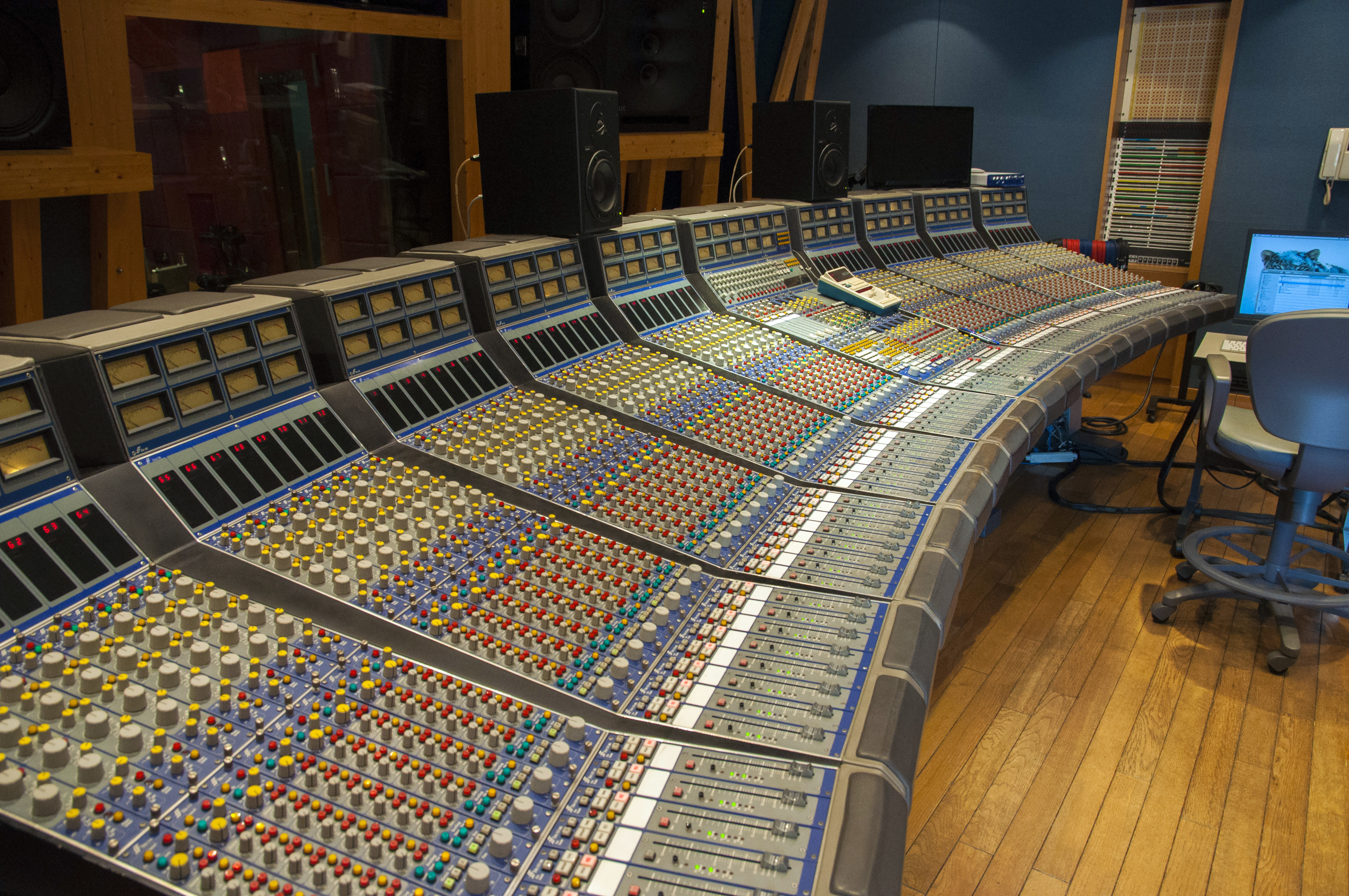
Focus srite Console 72in 48out amb GML Fader Automation @ CRESCENTE STUDIO, Setagaya Tòquio Japó
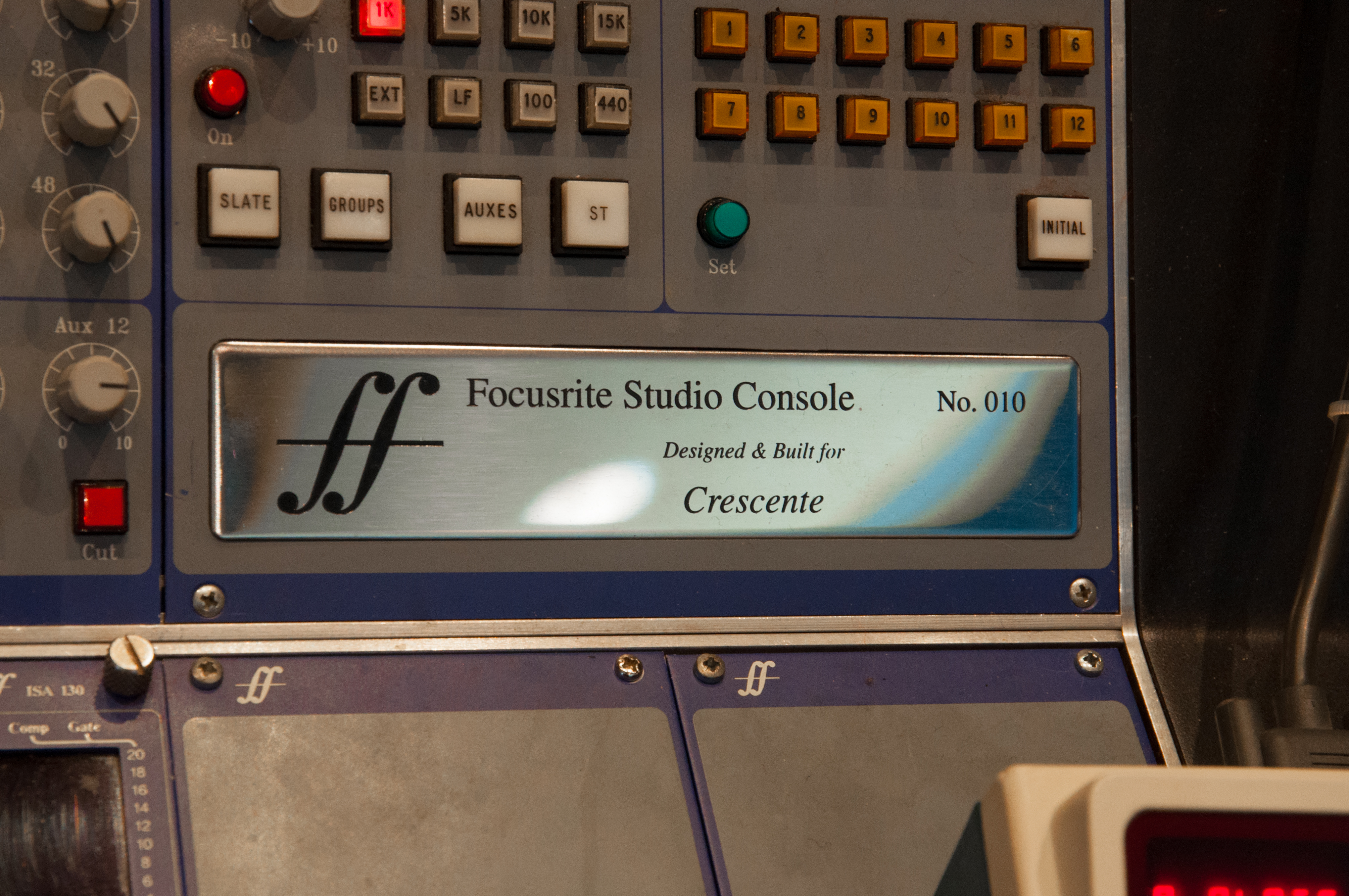
No.10 Placa de Focus srite Console 72in 48out amb GML Fader Automation @ Sound City Setagaya, Tòquio Japó
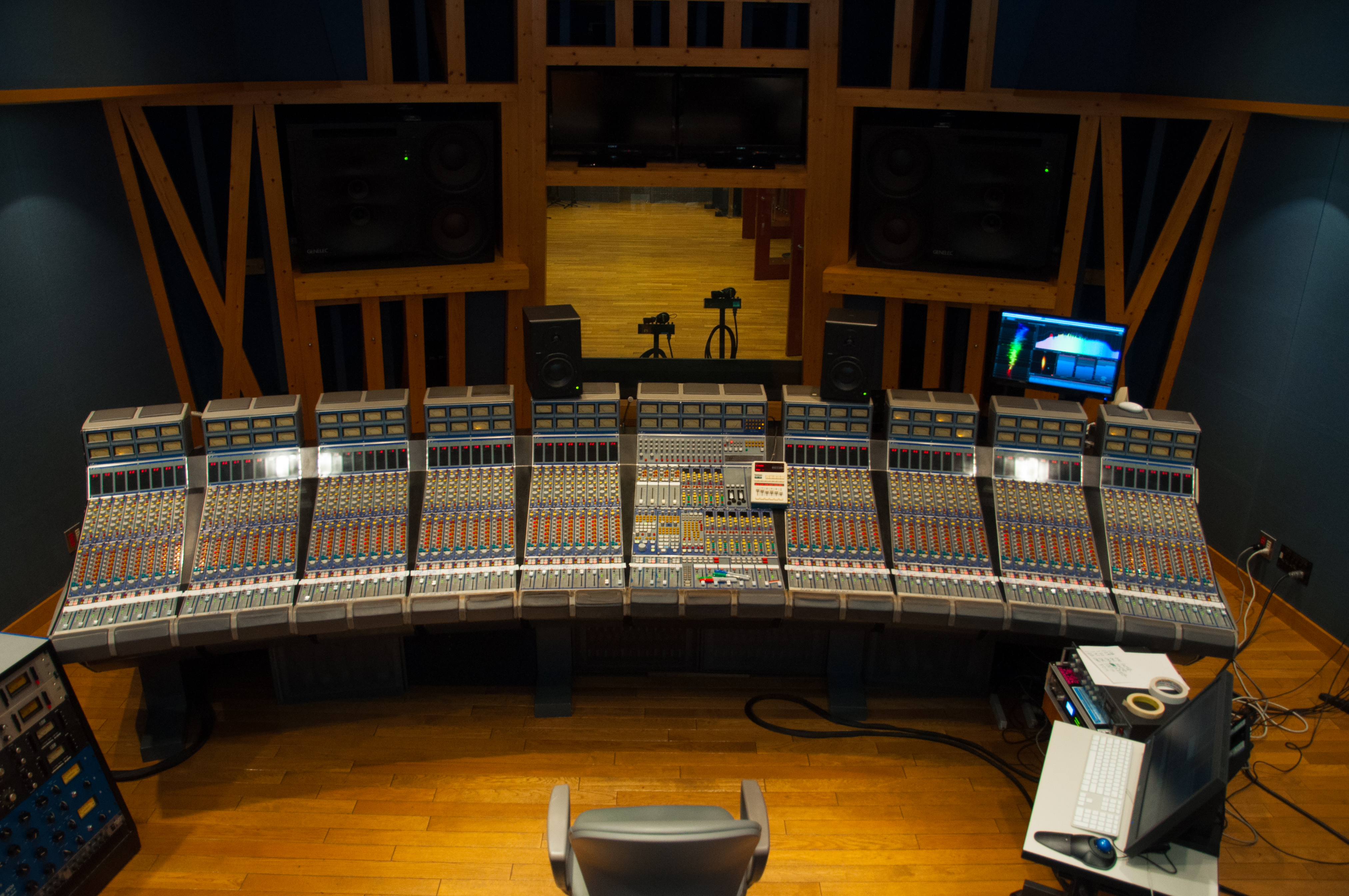
Focus srite Console 72in 48out amb GML Fader Automation @ Sound City Setagaya, Tòquio Japó
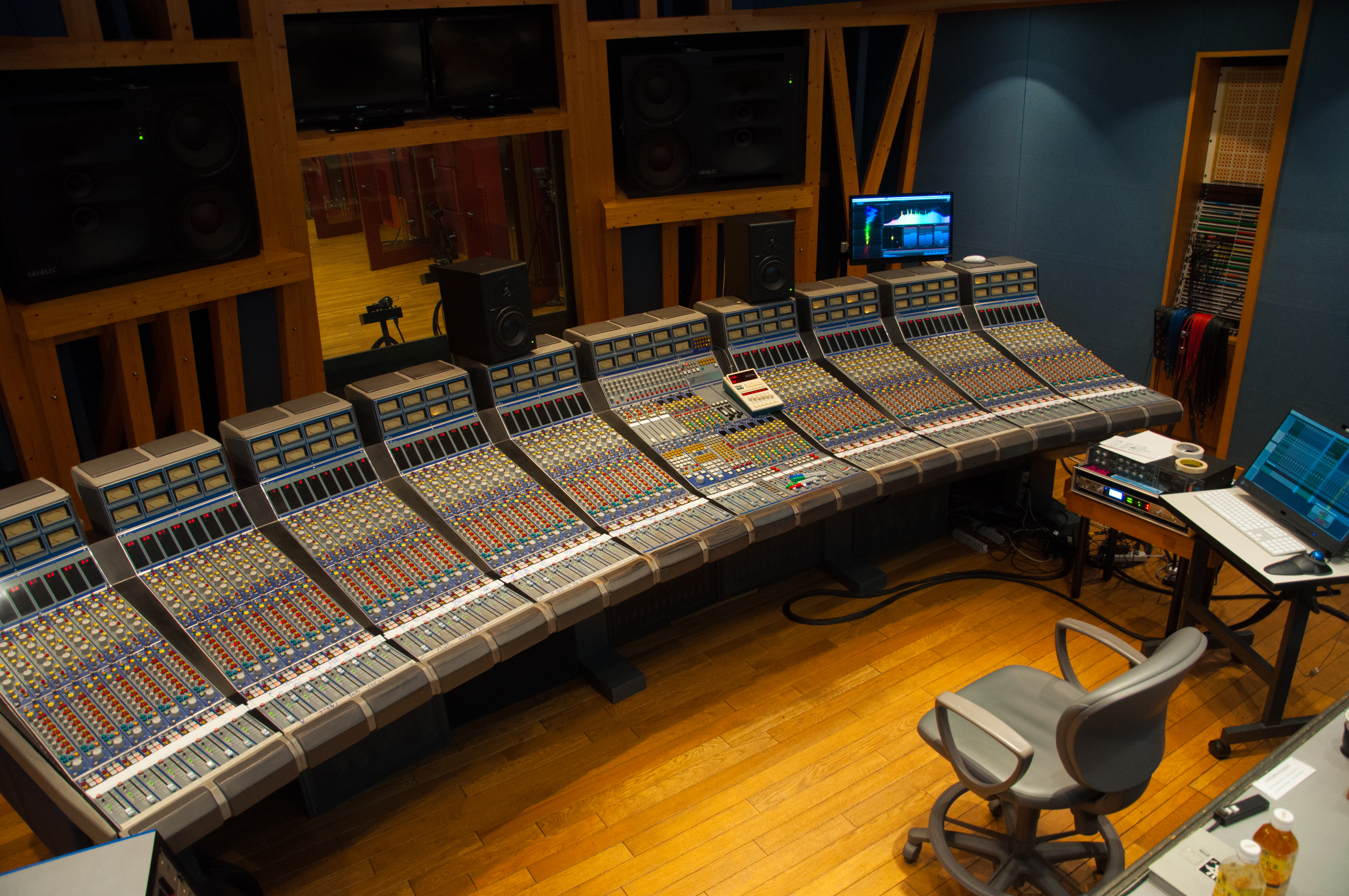
Focus srite Console 72in 48out amb GML Fader Automation @ Sound City Setagaya, Tòquio Japó
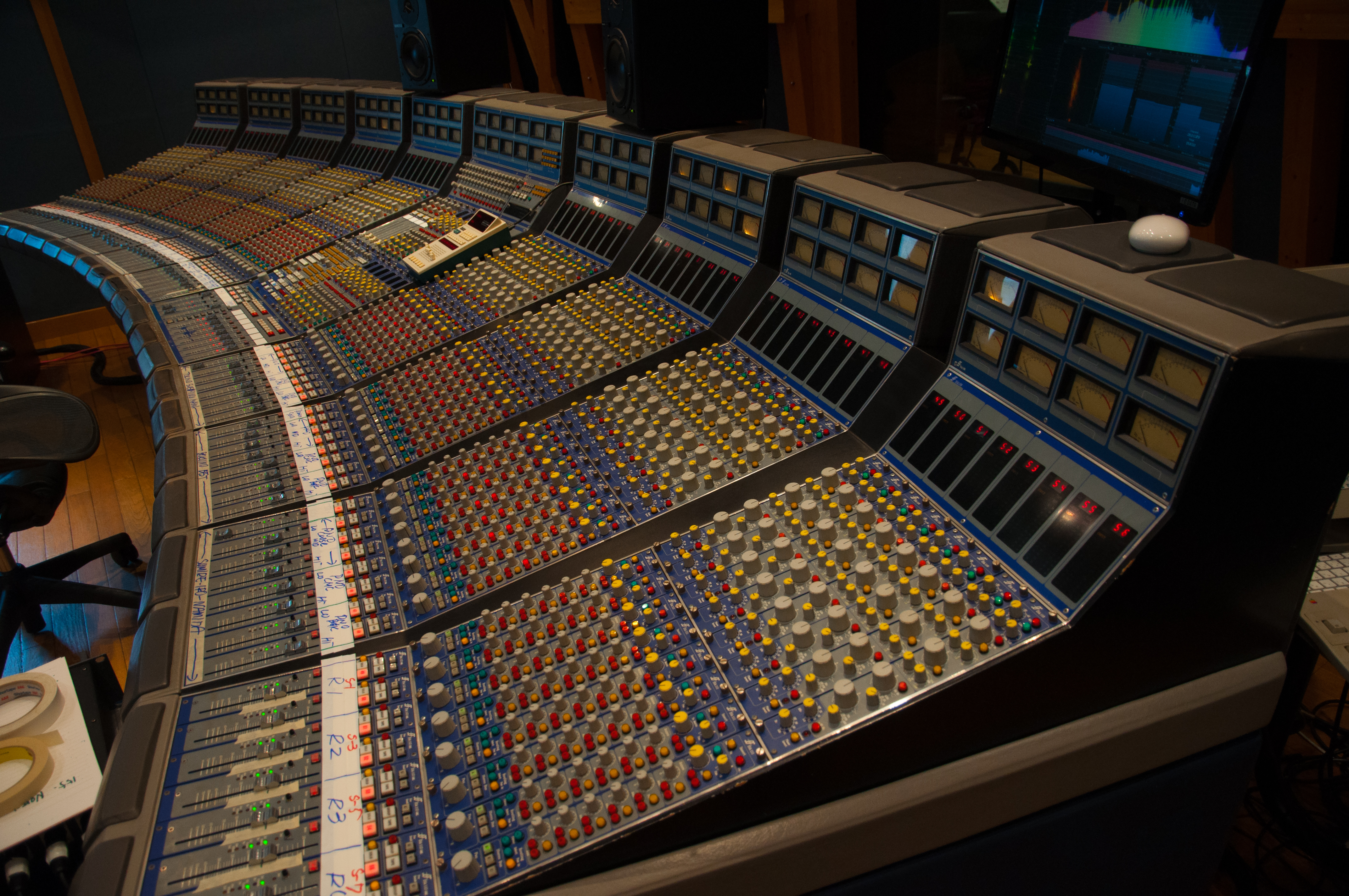
Focus srite Console 72in 48out amb GML Fader Automation @ Sound City Setagaya, Tòquio Japó
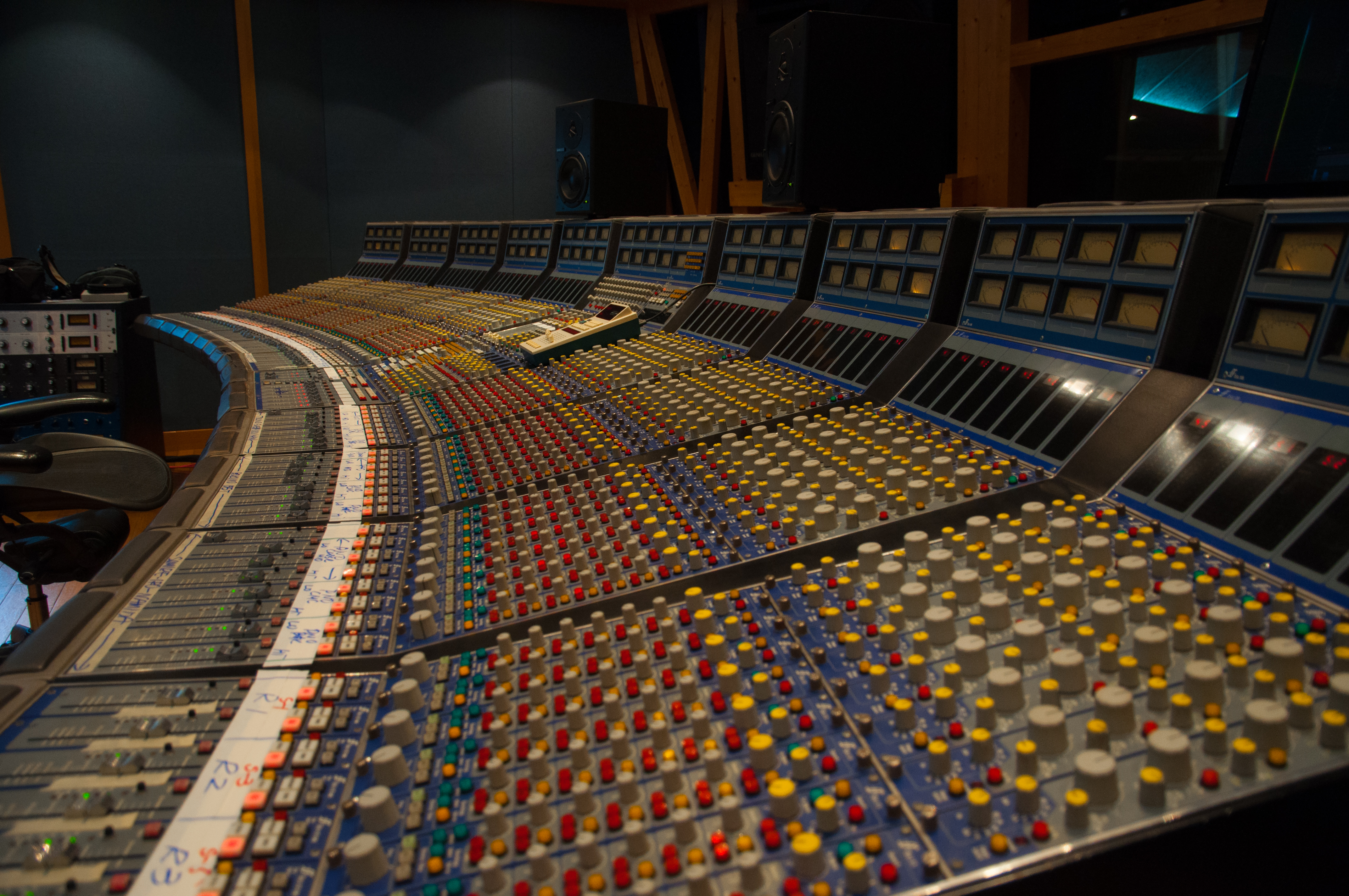
Focus srite Console 72in 48out amb GML Fader Automation @ Sound City Setagaya, Tòquio Japó
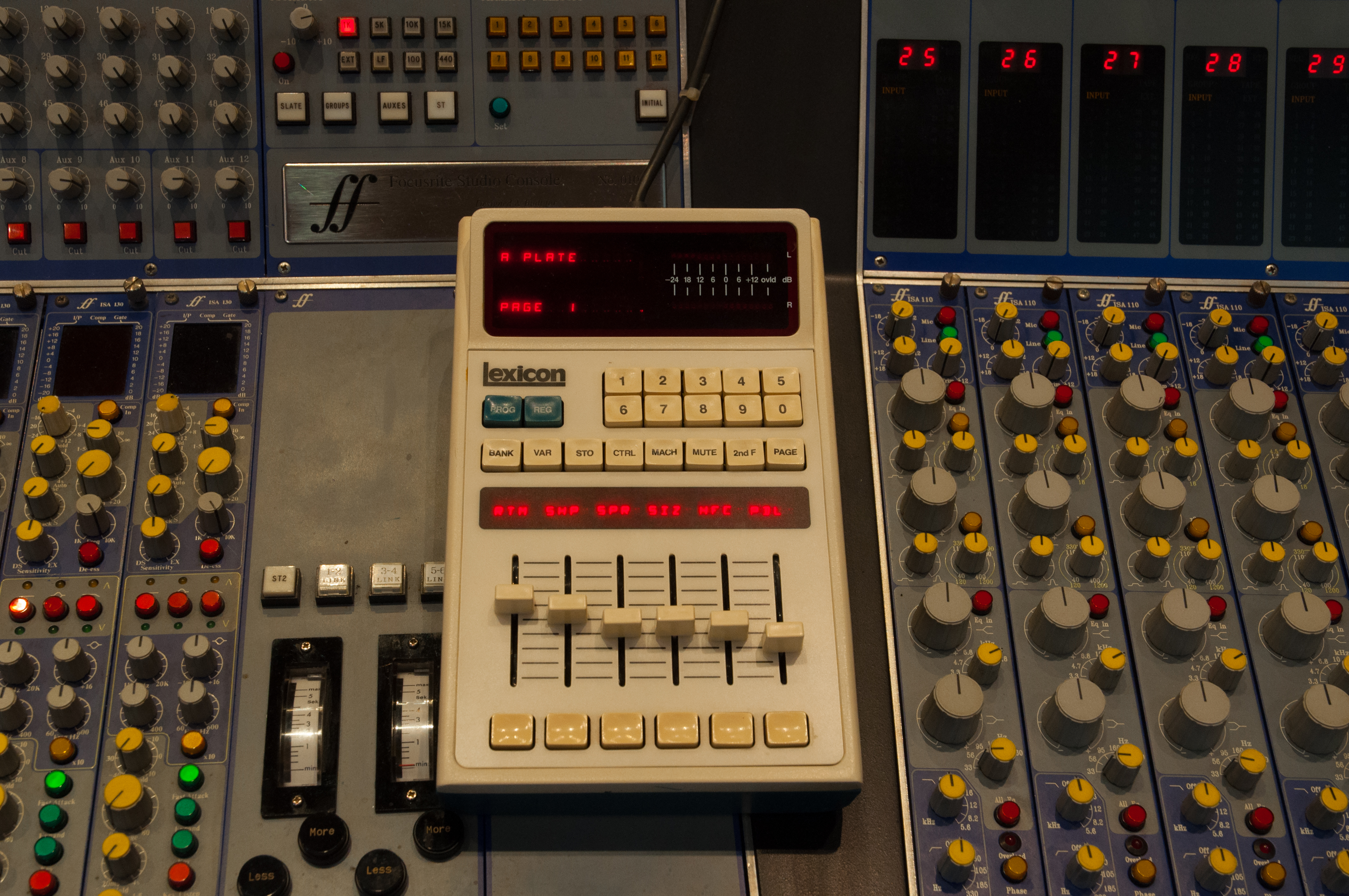
Lexicon 480 L LARC Focus 72in 48out amb GML Fader Automation @ Sound City Setagaya, Tòquio Japó